# Сінані Ісаак Йосипович
Ісаак Сінані (1823—1890) — караїмський газзан, педагог, історик караїмської літератури і поет, автор ряду наукових робіт; онук Ісаака бен Соломона.

## Біографія
Ісаак Сінані народився в 1823 році в місті Одесі. Навчався в рідному місті, спершу в караїмському громадському училищі, а потім вступив до Одеської гімназії, але, через фінансові труднощі її не закінчив. Богословську освіту Сінані отримав під керівництвом Авраама Бейма (батька Соломона Бейма) і Мордехая Султанського.
1853 року Ісаак Сінані займав посаду викладача єврейської та російської мов в Бахчисараї і Севастополі, a через деякий час став старшим газзаном в місті Сімферополі. Сінані дуже активно працював в Криму задля поширення освіти серед рідного народу.
Праця І. Сінані під назвою «Історія виникнення караїмізму» (в двох частинах: I — Сімферополь, 1888; частина II — Санкт-Петербург, 1889) носить компілятивний характер, але відрізняється захоплюючим викладом, виділяючись від інших творів новокараїмської літератури об'єктивністю і тактом щодо раббанітам.
Крім цього Сінані пробував свої сили в поезії; його елегії були написані на чистій і правильній біблійній мові і пронизані щирим почуттями.
Ісаак помер у лютому 1890 року від запалення легенів в місті Санкт-Петербурзі у віці 57 років.